# Vlasina
Vlasina este o regiune muntoasă din sud-estul Serbiei. Este o zonă de frontieră cu Bulgaria, o regiune a Rodopilor Serbiei, cu roci vechi și munți. Cele mai proeminente forme de relief sunt râul Vlasina și lacul Vlasina. Regiunea corespunde teritoriilor comunelor Crna Trava, Vlasotince și Surdulica.
Regiunea este formată din patru microregiuni mai mici: Crna Trava, Znepolje, Lužnica și Vlasotince. Lângă Vlasotince, rămășițele erupțiilor vulcanice antice sunt încă foarte vizibile.

## Economie
Cel mai mare centru al întregii regiuni este orașul Vlasotince, dar, în general, zona este una dintre cele mai puțin dezvoltate din Serbia, foarte săracă și extrem de depopulată. De exemplu, populația comunei Crna Trava a scăzut de la aproximativ 14.000 de locuitori în 1953 la doar 2.500 în 2002. În consecință, densitatea a scăzut de la 43 pe km² în 1953 la doar 8 pe km² în 2002.
O autostradă circulară leagă văile râurilor Vlasina și Južna Morava.
În 2005, Hellenic Bottling Co., o filială a The Coca-Cola Company, a cumpărat fabrica locală de îmbuteliat apă („Rosa” este o marcă comercială a acestei ape), care este situată aproape de izvorul Vlasinei, provocând astfel potestări ale ecologiștilor locali. Activiștii "Bazei Ecologice Sud" (Eko baza Jug) s-au temut de exploatarea excesivă care usucă sursele râului.

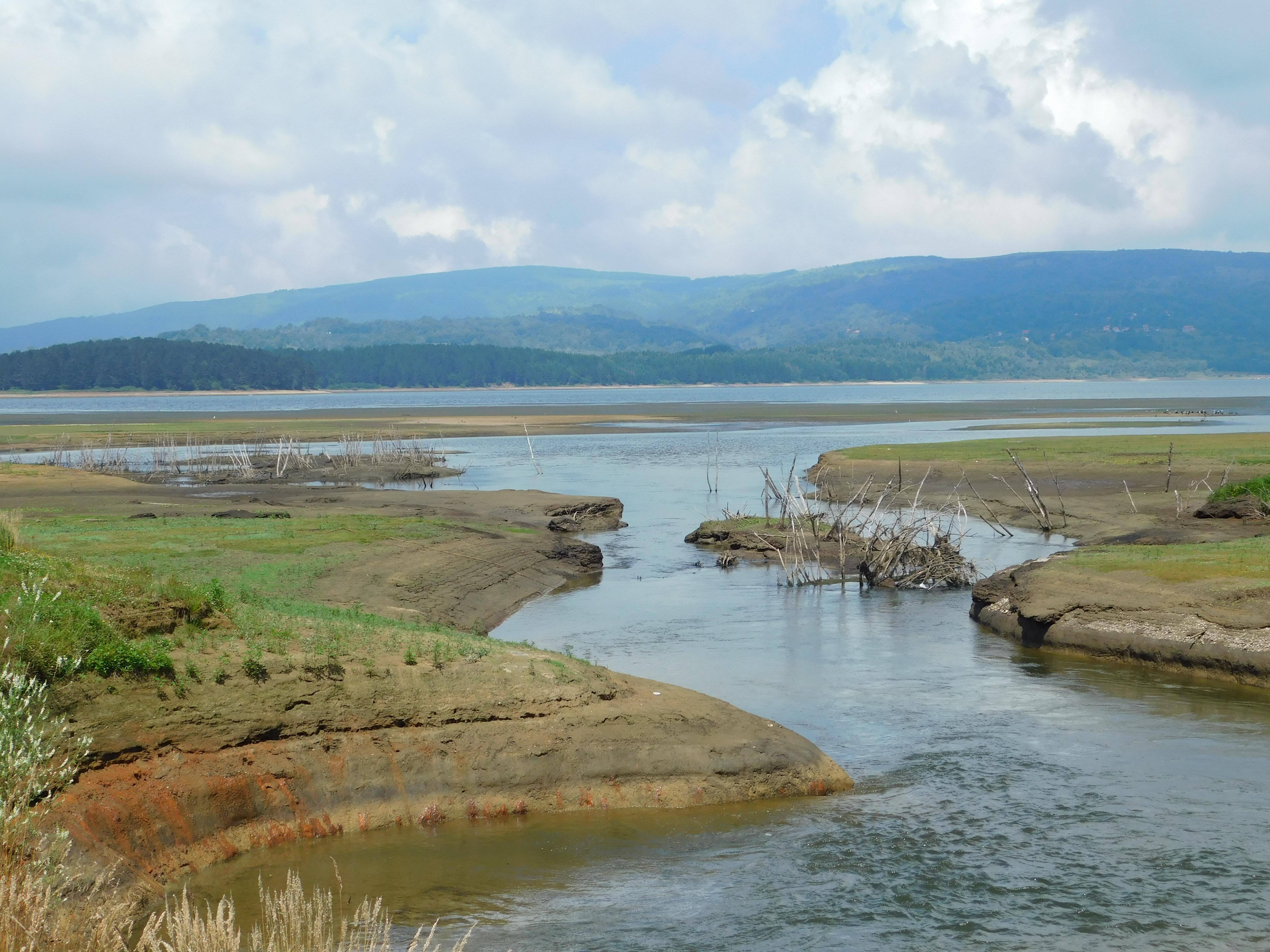

## Viață sălbatică
În 2018 s-a anunțat că liliacul european cu coadă, Tadarida teniotis, neînregistrat anterior în Serbia, a fost descoperit trăind în regiunea Vlasina. Este a 31-a specie de liliac care locuiește în țară și cea cu cea mai mare anvergură a aripilor.